# Narva
Pour les articles homonymes, voir Narva (homonymie).
Narva (anciennement Narwa ; prononciation en API : /ˈnɑr.ʋɑ/) est une ville estonienne située au nord-est du pays, dans la région administrative du Virumaa oriental, sur la frontière avec la Russie. Elle forme la municipalité urbaine de Narva. Le fleuve Narva traverse la ville et marque la frontière entre la Russie et l’Estonie.
La forteresse et la ville russe d'Ivangorod se dressent sur la rive droite du fleuve Narva.

## Histoire

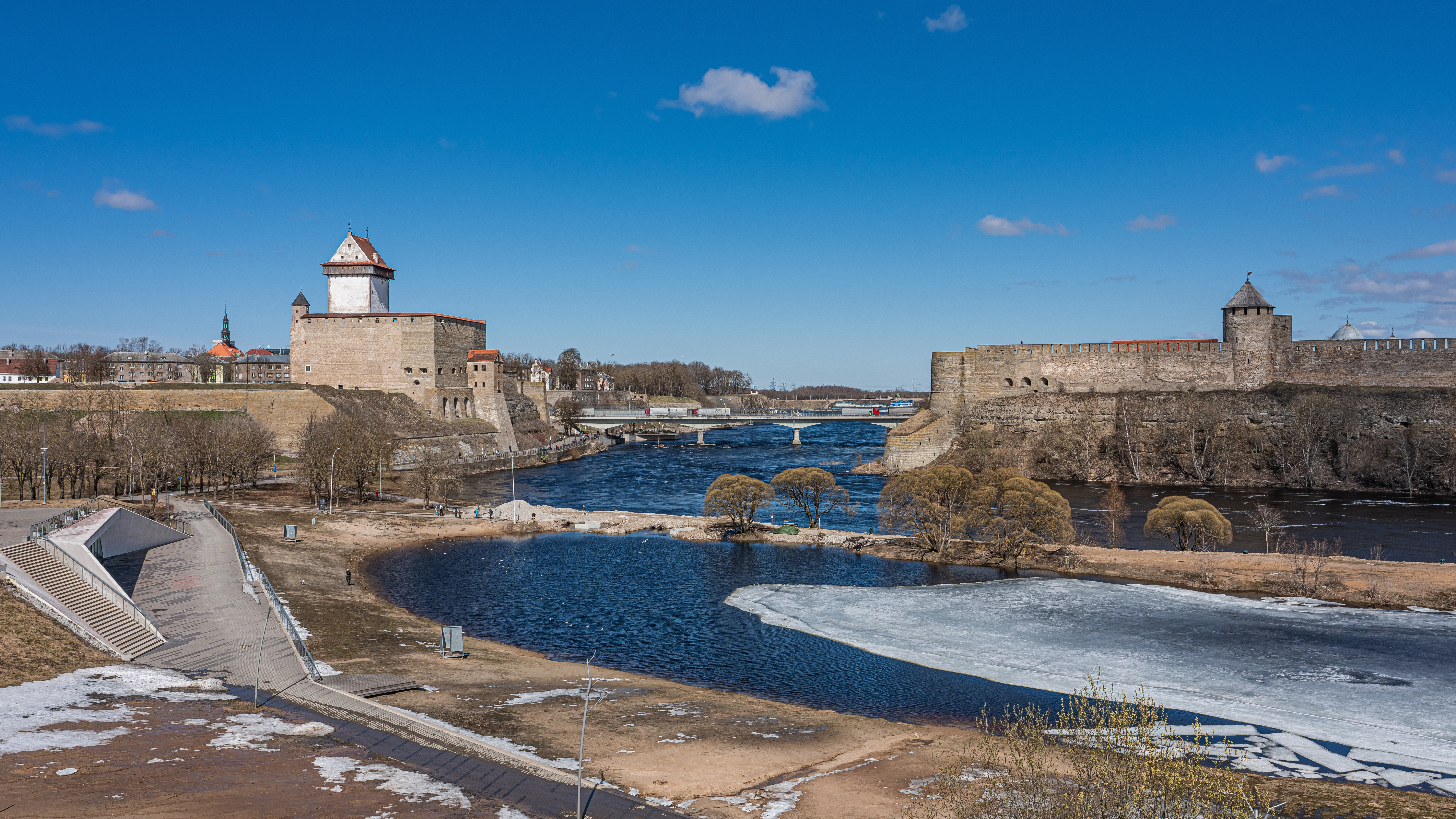
La forteresse de Narva et le pont vers la Russie.

Fondée par les Danois au XIIIe siècle, la forteresse, dite fort d'Hermann, et les alentours de la ville devinrent en 1345 possession de l'ordre livonien, formant depuis un siècle une province de l'ordre Teutonique. Conquise momentanément par les Russes en 1555, Narva fut dominée par les Suédois de 1581 jusqu'en 1704. Elle se trouvait alors à la frontière de l'Empire russe. Pierre le Grand tente de ravir cette place forte aux Suédois, mais perd la bataille de Narva en 1700, les Russes reprennent la ville, le 9 août 1704. La ville fait partie désormais d'un dispositif de forteresses qui vont de Cronstadt à Saint-Pétersbourg, afin de défendre la Baltique et la capitale des incursions étrangères.
La ville fait partie du gouvernement de Reval, renommé gouvernement d'Estland en 1796, et se trouve dans le district de Wesenberg (aujourd'hui Rakvere) et la région du Wierland. Le cours du XIXe siècle voit se développer dans les environs nombre de manufactures textiles, dirigées par des entrepreneurs tels que Leo Knopp, Kozma Soldatenkov (mécène dont les collections se trouvent aujourd'hui à la galerie Tretiakov et d'autres musées russes), Alexeï Khloudov, Richard Barlow, Ernst Kolbe, etc.
Narva est agitée par les ferments révolutionnaires de 1917 qui voient la chute de l'Empire, puis l'arrivée au pouvoir des Bolchéviques en octobre 1917, mais quelques mois plus tard Narva est occupée du 4 mars au 28 novembre 1918 par l'armée allemande, pendant que la guerre civile commence à faire rage en Russie bolchévique. Un gouvernement pro-bolchévique intitulé Commune des travailleurs d'Estonie est mis en place par l'Armée rouge qui venait de chasser les Allemands le 27 et le 28 novembre 1918. Cependant, la nouvelle république d'Estonie prend les armes, appuyée par les financements de l'Angleterre, et chasse le gouvernement de la Commune en janvier 1919 lors de la guerre d'indépendance de l'Estonie. Narva entre alors dans la république estonienne, jusqu'au retour de l'Armée rouge le 21 juillet 1940. Elle entre dans l'URSS quelques jours plus tard en août. Un an plus tard en août 1941, les troupes du Troisième Reich prennent la ville, où elles restent jusqu'en juillet 1944.
La ville est le théâtre d'affrontements entre troupes allemandes (50 000 hommes) et soviétiques (250 000) pendant la bataille de Narva. La campagne, qui se déroula du mois de février à août 1944, voit la victoire des Soviétiques qui prennent la ville le 26 juillet 1944. Après cette défaite, Hitler ordonne la retraite de ses troupes d'Estonie, appelée alors le Reichskomissariat d'Ostland, évacuant la capitale Tallinn, mais laissant plusieurs bataillons encerclés dans la poche de Courlande. La percée soviétique qui s'ensuit engendre un mouvement d'exode massif dans toute l'Estonie à la fin de l'été 1944. Cet événement connu sous le nom Suur põgenemine (et), la Grande Fuite, voit le départ de 80 000 Estoniens fuyant une nouvelle occupation. La bataille de Narva, par son intensité, détruisit les deux villes jumelles de Narva et Ivangorod. Dotée d'une vieille ville remarquable, comparable par son ancienneté à celle de Tallinn (en), il n'en reste que l'hôtel de ville, le château et le relief marqué par la présence des fortifications en étoiles construites par les Suédois au XVIIe siècle. L'aménagement urbain est représentatif des plans fonctionnalistes de l'urbanisme soviétique, le parc immobilier étant principalement composé d'immeubles construits durant la seconde moitié du XXe siècle.
Narva fait partie de la république d'Estonie en 1991 à la chute de l'URSS.
La municipalité a fait édifier une sculpture représentant un lion en 2000, à la gloire de Charles XII de Suède, vainqueur temporaire des Russes en 1700, décision qui a été mal perçue par une population désormais russophone.
La ville est de nos jours économiquement sinistrée[réf. à confirmer].

## Géographie

### Situation
La ville de Narva s'étend sur une surface de 84,54 km2. Elle est située à l'extrémité orientale de l'Estonie, à 200 km à l'est de la capitale Tallinn et à 130 km au sud-ouest de Saint-Pétersbourg.

### Climat
| Mois                                  | jan.       | fév.       | mars       | avril      | mai       | juin      | jui.      | août      | sep.      | oct.       | nov.       | déc.       | année      |
| ------------------------------------- | ---------- | ---------- | ---------- | ---------- | --------- | --------- | --------- | --------- | --------- | ---------- | ---------- | ---------- | ---------- |
| Température minimale moyenne (°C)     | −6,5       | −6,8       | −3,8       | 1          | 6,2       | 11,2      | 14,3      | 12,9      | 9,3       | 4,4        | 0,8        | −2,5       | 3,4        |
| Température moyenne (°C)              | −4,9       | −4,7       | −0,7       | 4,8        | 11        | 15,6      | 18,5      | 17,1      | 12,7      | 6,7        | 2,2        | −1,3       | 6,4        |
| Température maximale moyenne (°C)     | −3,2       | −2,6       | 2,3        | 8,6        | 15,8      | 20        | 22,7      | 21,2      | 16,1      | 9          | 3,5        | −0,1       | 9,5        |
| Record de froid (°C) date du record   | −39,4 1940 | −37,4 1929 | −32,7 1942 | −25,1 1956 | −6,3 1953 | −0,9 ?    | 2,3 2019  | −0,5 1980 | −2,6 1928 | −12,4 1988 | −22,9 1992 | −42,6 1978 | −42,6 1978 |
| Record de chaleur (°C) date du record | 8,9 2007   | 10,6 1990  | 16 1990    | 25,7 2000  | 31,7 2014 | 34,6 2021 | 34,5 2010 | 35,4 2010 | 29,9 1992 | 21 1981    | 12,5 1930  | 10,4 2015  | 35,4 2010  |
| Ensoleillement (h)                    | 29,6       | 60,3       | 123,9      | 178,4      | 274,5     | 284       | 286,7     | 231       | 133,2     | 76         | 26,8       | 16,5       | 1 718,7    |
| Précipitations (mm)                   | 36         | 28         | 33         | 32         | 43        | 62        | 75        | 89        | 76        | 72         | 54         | 47         | 646        |
| Nombre de jours avec précipitations   | 11         | 8          | 9          | 8          | 7         | 9         | 10        | 11        | 12        | 13         | 14         | 12         | 124        |
| Humidité relative (%)                 | 86         | 84         | 79         | 72         | 67        | 73        | 76        | 79        | 83        | 84         | 87         | 87         | 80         |

| Diagramme climatique                                  |            |           |        |           |          |            |            |           |        |          |            |
| J                                                     | F          | M         | A      | M         | J        | J          | A          | S         | O      | N        | D          |
| −3,2−6,536                                            | −2,6−6,828 | 2,3−3,833 | 8,6132 | 15,86,243 | 2011,262 | 22,714,375 | 21,212,989 | 16,19,376 | 94,472 | 3,50,854 | −0,1−2,547 |
| Moyennes : • Temp. maxi et mini °C • Précipitation mm |            |           |        |           |          |            |            |           |        |          |            |

## Démographie
Narva compte, dans le recensement du 1er janvier 2007, 67 497 habitants soit 810,5 hab./km2. Au 1er janvier 2009, la ville comptait 65 886 habitants, ce qui en faisait la troisième plus grande ville du pays.

### Évolution démographique
| 1840  | 1897   | 1934   | 1959   | 1970   |
| ----- | ------ | ------ | ------ | ------ |
| 5 019 | 16 599 | 23 512 | 27 630 | 57 863 |

| 1979   | 1989   | 2001   | 2006   | 2012   |
| ------ | ------ | ------ | ------ | ------ |
| 72 816 | 81 356 | 68 483 | 66 936 | 65 268 |

| 2018   | 2021   | 2023   | - | - |
| ------ | ------ | ------ | - | - |
| 56 103 | 53 424 | 53 875 | - | - |

Près de 95 % de la population est russophone, la plupart étant issue de l'immigration provenant de l'URSS. La ville fut sévèrement touchée pendant la Seconde Guerre mondiale et pendant sa reconstruction, les autorités soviétiques interdirent le retour de ses habitants d'origine estonienne, ce qui bouleversa sa composition ethnique.
Après la période soviétique qui a vu la population de la ville, à cause des migrations, passer de 22 200 habitants en 1939 à 82 200 habitants en 1990, sa population décroît. La faiblesse de la natalité et l'émigration en Russie des populations d'origine russe, dont la majorité ne peut obtenir la citoyenneté estonienne, en est la cause. Cette dernière représente toutefois la majorité de la population (plus de 60 000 habitants), les Estoniens sont 2 500 habitants, les descendants d'Ukrainiens, de Biélorusses, d'Arméniens, de Tatars, de germano-baltes et de Finnois ne représentent dans l'ensemble que 7 %.

### Composition ethnique
La langue russe est la langue d'expression de la population de Narva et de ses environs, mais elle n'est pas reconnue par les autorités de la ville. Une école a des cours en estonien, les autres en russe. Mais la langue russe est progressivement interdite à partir de 2007 pour la scolarité des enfants d'origine russe.
Des écoles en allemand, en suédois et en russe existaient dans l'entre-deux-guerres pour les différentes communautés d'alors.
| Ethnie      | 1897  | 1897 | 1922  | 1922 | 1934  | 1934 | 1941  | 1941 | 1959  | 1959 | 1970  | 1970 | 1979  | 1979 | 1989  | 1989 | 2000  | 2000 | 2011  | 2011 | 2021  | 2021 |
| Ethnie      | Hab.  | %    | Hab.  | %    | Hab.  | %    | Hab.  | %    | Hab.  | %    | Hab.  | %    | Hab.  | %    | Hab.  | %    | Hab.  | %    | Hab.  | %    | Hab.  | %    |
| ----------- | ----- | ---- | ----- | ---- | ----- | ---- | ----- | ---- | ----- | ---- | ----- | ---- | ----- | ---- | ----- | ---- | ----- | ---- | ----- | ---- | ----- | ---- |
| Estoniens   | 7313  | 44.0 | 17501 | 65.0 | 15227 | 64.8 | 13625 | 68.7 | 3114  | 11.3 | 3984  | 6.89 | 3538  | 4.86 | 3224  | 3.97 | 3331  | 4.85 | 3031  | 5.17 | 3107  | 5.76 |
| Russes      | 7217  | 43.5 | 7927  | 29.5 | 6986  | 29.7 | 5376  | 27.1 | -     | -    | 48205 | 83.3 | 61971 | 85.1 | 69763 | 85.9 | 58702 | 85.5 | 51434 | 87.7 | 46937 | 87.0 |
| Ukrainiens  | 7     | 0.04 | -     | -    | 1     | 0.00 | -     | -    | -     | -    | 1448  | 2.50 | 2092  | 2.87 | 2626  | 3.23 | 1774  | 2.58 | 1219  | 2.08 | 1140  | 2.11 |
| Biélorusses | 63    | 0.38 | -     | -    | -     | -    | -     | -    | -     | -    | 1526  | 2.64 | 1904  | 2.62 | 2182  | 2.69 | 1529  | 2.23 | 1034  | 1.76 | 833   | 1.54 |
| Finnois     | 99    | 0.60 | -     | -    | 211   | 0.90 | 369   | 1.86 | -     | -    | 689   | 1.19 | 780   | 1.07 | 727   | 0.90 | 682   | 0.99 | 406   | 0.69 | 325   | 0.60 |
| Juifs       | -     | -    | 318   | 1.18 | 188   | 0.80 | 0     | 0.00 | -     | -    | 219   | 0.38 | 219   | 0.30 | 211   | 0.26 | 89    | 0.13 | 61    | 0.10 | 48    | 0.09 |
| Lettons     | -     | -    | -     | -    | 65    | 0.28 | 46    | 0.23 | -     | -    | 189   | 0.33 | 191   | 0.26 | 185   | 0.23 | 147   | 0.21 | 83    | 0.14 | 85    | 0.16 |
| Allemands   | 1000  | 6.02 | 502   | 1.87 | 499   | 2.12 | -     | -    | -     | -    | -     | -    | 279   | 0.38 | 251   | 0.31 | 218   | 0.32 | 141   | 0.24 | 124   | 0.23 |
| Tatars      | -     | -    | -     | -    | 59    | 0.25 | -     | -    | -     | -    | -     | -    | 414   | 0.57 | 479   | 0.59 | 376   | 0.55 | 271   | 0.46 | 237   | 0.44 |
| Polonais    | -     | -    | -     | -    | 162   | 0.69 | 116   | 0.59 | -     | -    | -     | -    | 148   | 0.20 | 159   | 0.20 | 127   | 0.18 | 95    | 0.16 | 88    | 0.16 |
| Lituaniens  | -     | -    | -     | -    | 21    | 0.09 | 18    | 0.09 | -     | -    | 191   | 0.33 | 200   | 0.27 | 180   | 0.22 | 141   | 0.21 | 114   | 0.19 | 125   | 0.23 |
| inconnue    | -     | -    | 18    | 0.07 | 15    | 0.06 | 9     | 0.05 | 0     | 0.00 | 0     | 0.00 | 0     | 0.00 | 0     | 0.00 | 744   | 1.08 | 60    | 0.10 | 44    | 0.08 |
| autres      | 900   | 5.42 | 646   | 2.40 | 78    | 0.33 | 265   | 1.34 | 24516 | 88.7 | 1412  | 2.44 | 1047  | 1.44 | 1234  | 1.52 | 820   | 1.19 | 714   | 1.22 | 862   | 1.60 |
| Total       | 16599 | 100  | 26912 | 100  | 23512 | 100  | 19824 | 100  | 27630 | 100  | 57863 | 100  | 72783 | 100  | 81221 | 100  | 68680 | 100  | 58663 | 100  | 53955 | 100  |

## Transport

### Transport ferroviaire
La gare de Narva est située sur une ligne ferroviaire internationale entre l'Estonie et la Russie (ligne de Tallinn à Narva).
À partir de 2019, un train international quotidien de voyageurs reliait les deux pays : le train de nuit entre Moscou et Tallinn via Saint-Pétersbourg, qui s'arrête à Narva.
Quatre trains quotidiens circulent entre Narva et Tallinn - des trains modernes ont été introduits en 2016 et mettent moins de 3 heures entre les deux villes. À côté de la gare centrale se trouve une gare routière centrale, qui dispose de plusieurs liaisons nationales et internationales, y compris vers la Russie, la Lettonie, la Lituanie, la Pologne, la Biélorussie. Il y a un aérodrome près de Narva (OACI:EENA).

### Transport routier
Narva est la plaque tournante du trafic entre l’Estonie et la Russie.
La route européenne 20 (route nationale 1) et la Via Hanseatica passent par Narva.
La ville est l'un des trois points de passage frontaliers internationaux de l'Estonie vers la Russie.

## Sport et loisirs
Narva possède un club de football, le FC Narva Trans, qui joue en 1re division du championnat d'Estonie de football (Meistriliiga). La pêche au bord du fleuve est une activité prisée de nombreux habitants, que ce soit en bateau, au bord de la promenade ou en dehors de la ville et cela à quelques dizaines de mètres de la Russie. La promenade le long du fleuve Narva a été requalifiée depuis l'indépendance et dotée de plusieurs aménagements sportifs ou de loisirs, ce qui en fait un des lieux les plus prisés de la ville.

## Religion
Religion à Narva (2021)
- Orthodoxes & Vieux-croyants (56,7 %)
- Catholiques (1,1 %)
- Autres Chrétiens (1,7 %)
- Autres Religions (1,0 %)
- Sans (39,1 %)

La majorité de la population qui confesse une religion fait partie de l'Église orthodoxe d'Estonie qui est affiliée au patriarcat de Moscou (depuis son autonomie en 1945). Elle a à sa disposition plusieurs églises, dont la cathédrale de la Résurrection, construite pour la population russe orthodoxe à la fin du XIXe siècle.
La minorité d'expression estonienne dispose de l'église luthérienne Saint-Alexandre, construite à la fin du XIXe siècle.

## Personnalités
- Vello Kaaristo (1911-1965), fondeur estonien
- Paul Keres (1916-1975) : joueur d'échecs soviétique d'origine estonienne
- Leo Komarov (1987-) : hockeyeur finlandais
- Wladimir von Tiesenhausen (1825-1902) : archéologue et numismate
- Nikolai Stepulov (1913–1968), boxeur olympique
- Kersti Merilaas (1913–1986), poète, dramaturge
- Paul Felix Schmidt (1916–1984), joueur d'échecs
- Ortvin Sarapu (1924–1999), joueur d'échecs
- Valeri Karpin (né en 1969), footballeur russe
- Maksim Gruznov (1974), joueur de football
- Reinar Hallik (1984), basketteur
- Alika Milova (2002), chanteuse

## Jumelages et partenariats
| Ville | Ville               | Pays | Pays     | Période             |
| ----- | ------------------- | ---- | -------- | ------------------- |
|       | Bălți               |      | Moldavie |                     |
|       | district de Kirov   |      | Russie   |                     |
|       | Donetsk             |      | Ukraine  |                     |
|       | Elbląg              |      | Pologne  |                     |
|       | Gorna Oryahovitsa   |      | Bulgarie |                     |
|       | Ivangorod           |      | Russie   |                     |
|       | Karlskoga           |      | Suède    |                     |
|       | Kobuleti            |      | Géorgie  |                     |
|       | Lahti               |      | Finlande |                     |
|       | Olaine              |      | Lettonie |                     |
|       | Petrozavodsk        |      | Russie   | depuis octobre 2011 |
|       | Pärnu               |      | Estonie  |                     |
|       | Tchornomorsk        |      | Ukraine  |                     |
|       | Tinglev Parish (en) |      | Danemark |                     |

## Galerie

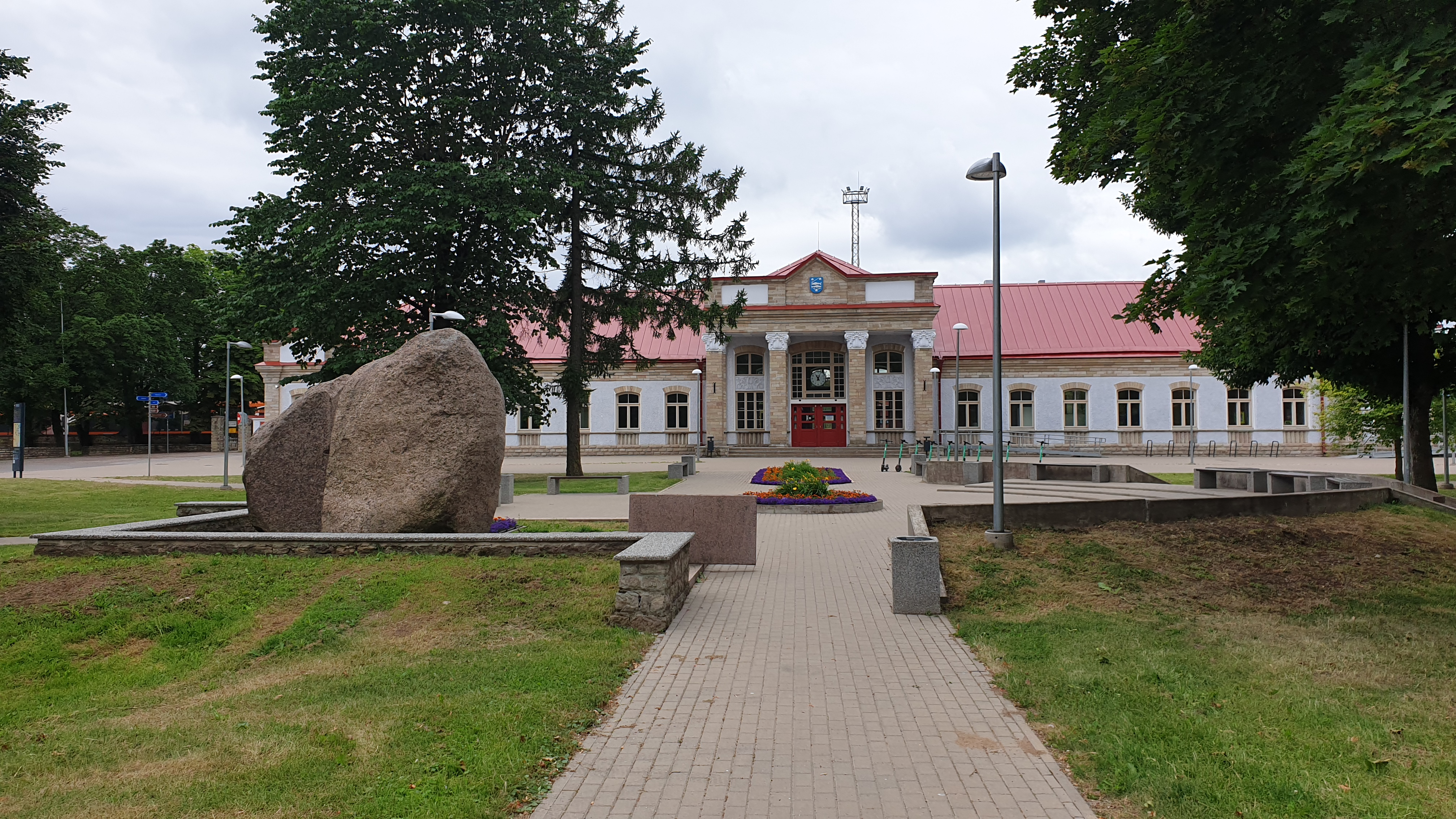
La gare de Narva.
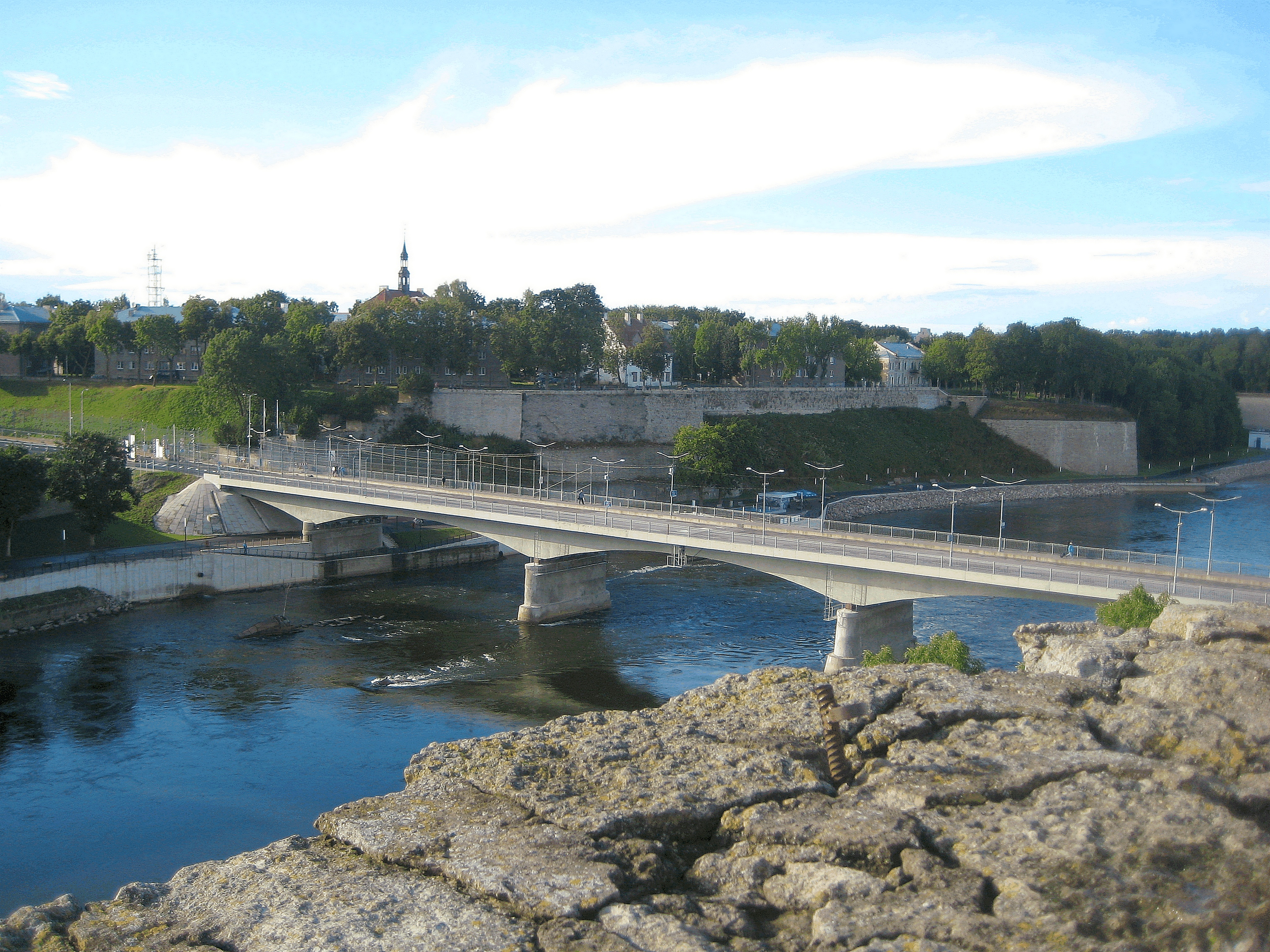
Pont de l'amitié.
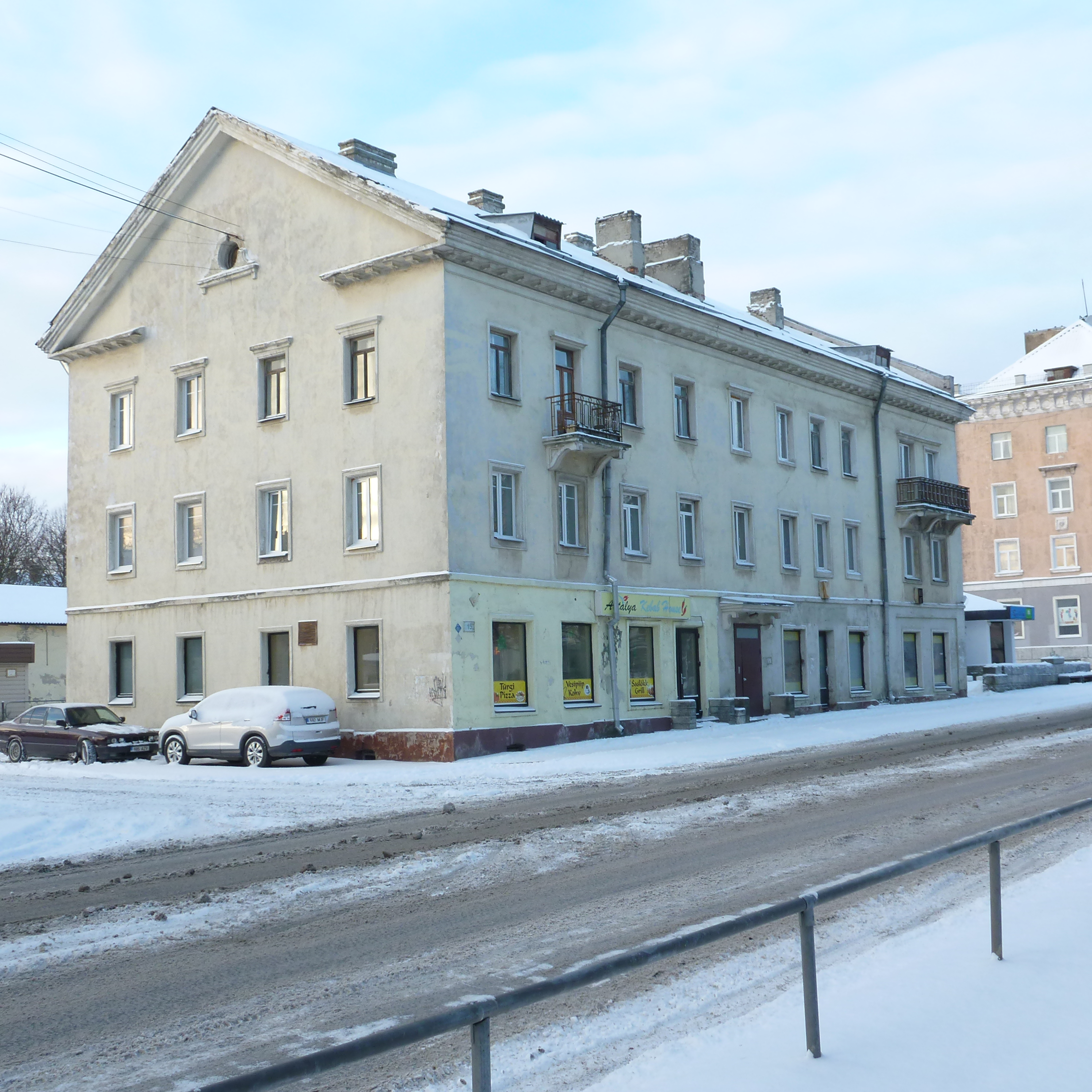
Rue Pouchkine.
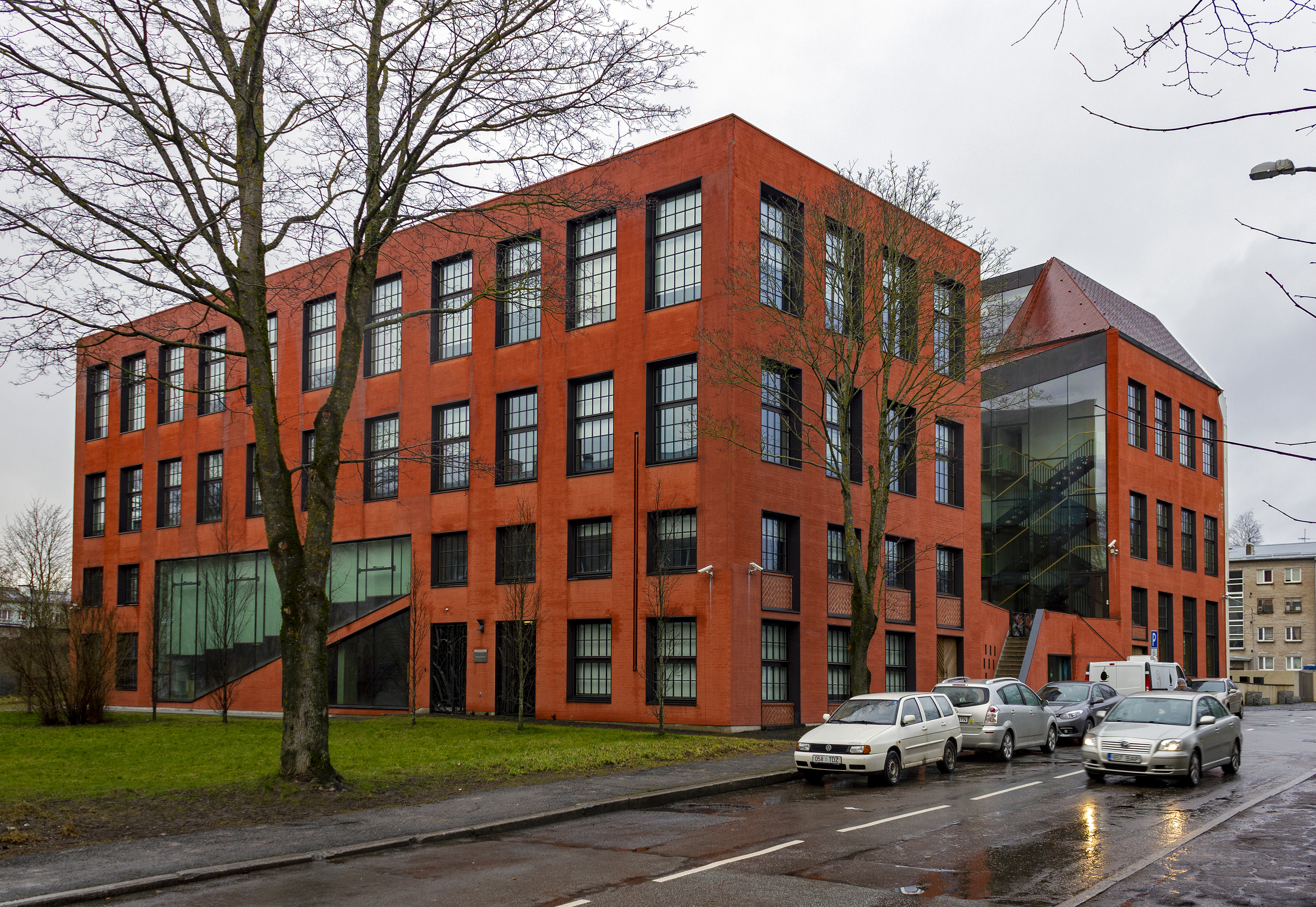
Bâtiment de l'université de Narva.

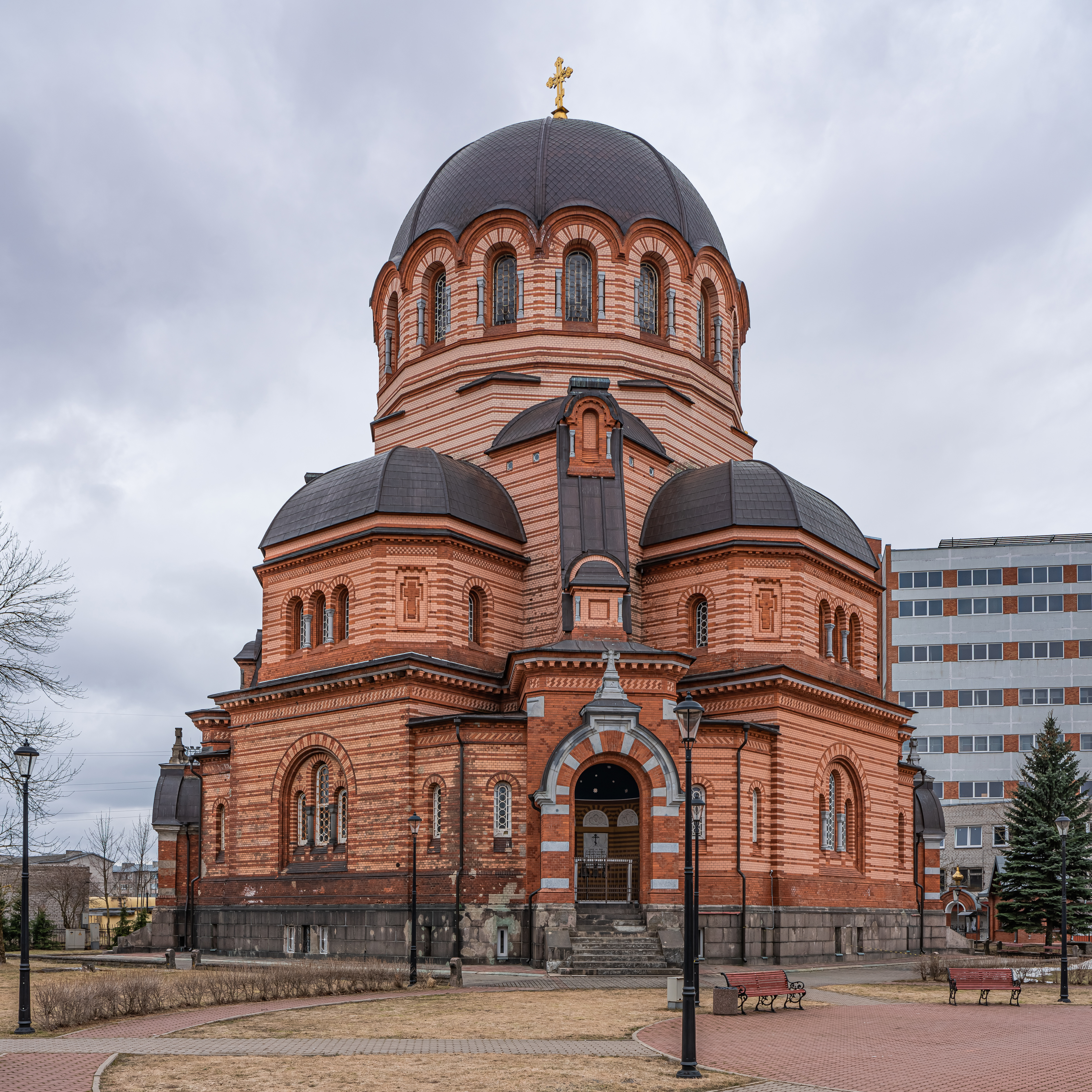
Église de le Résurrection.
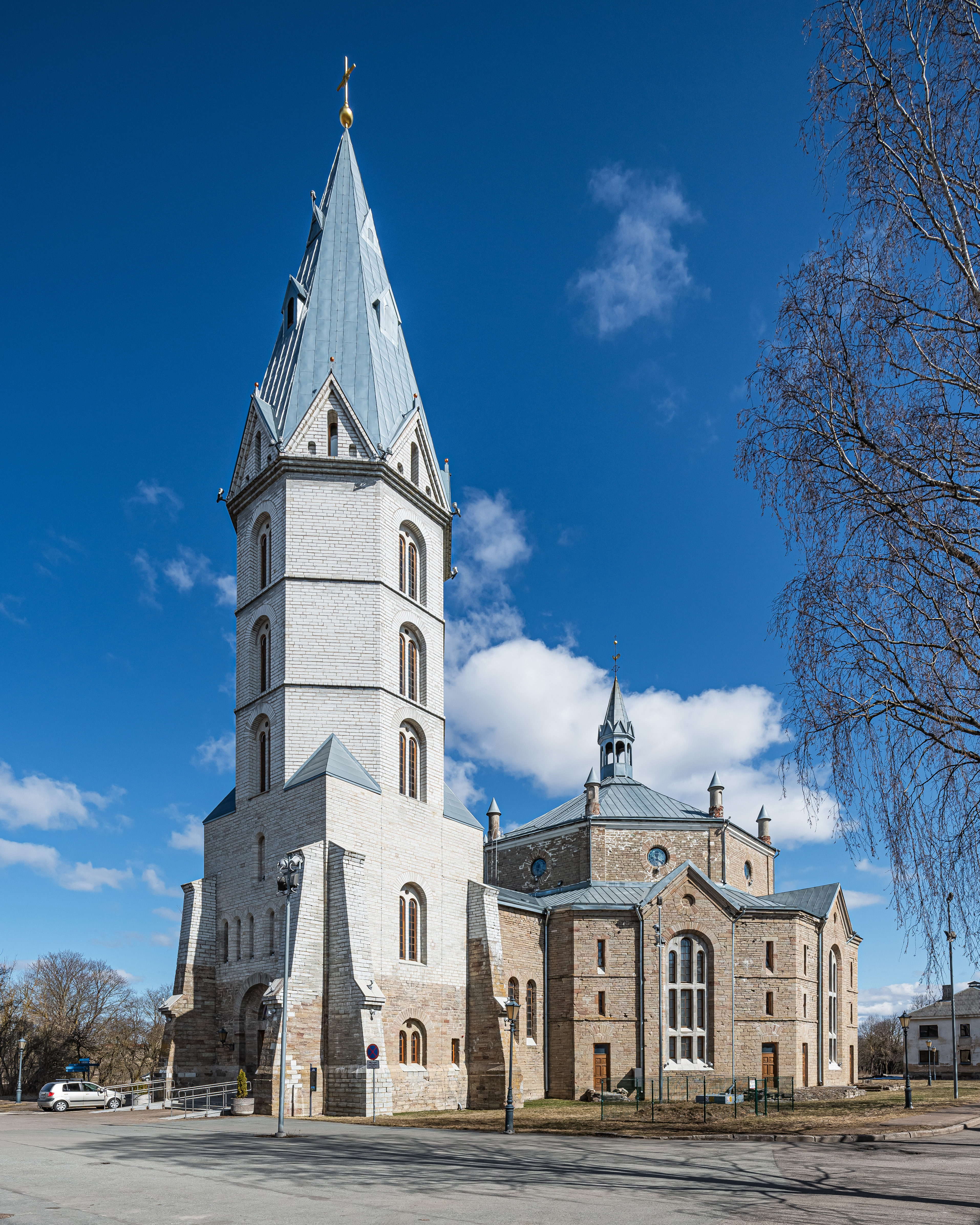
Église Saint-Alexandre.
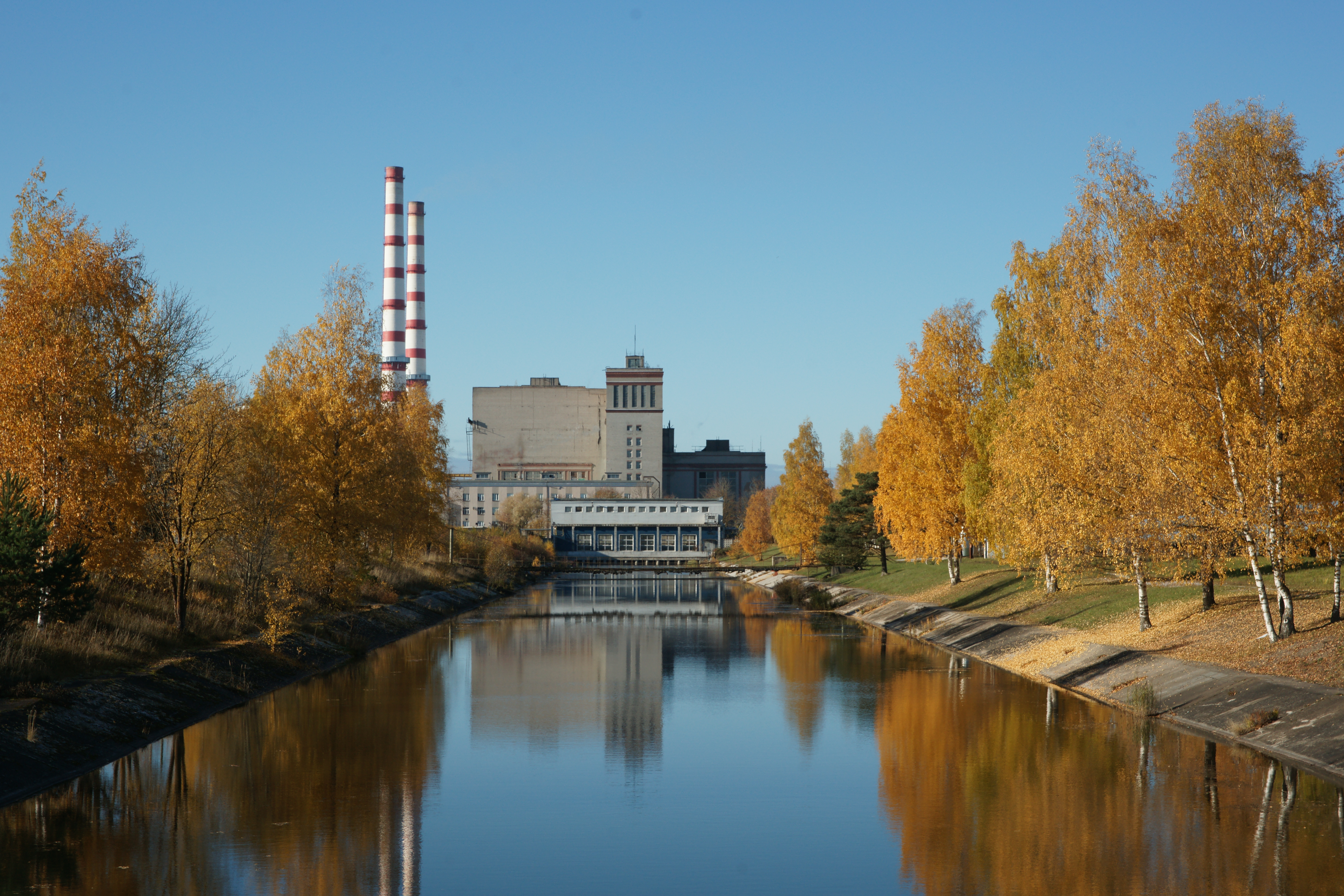
Centrale électrique.
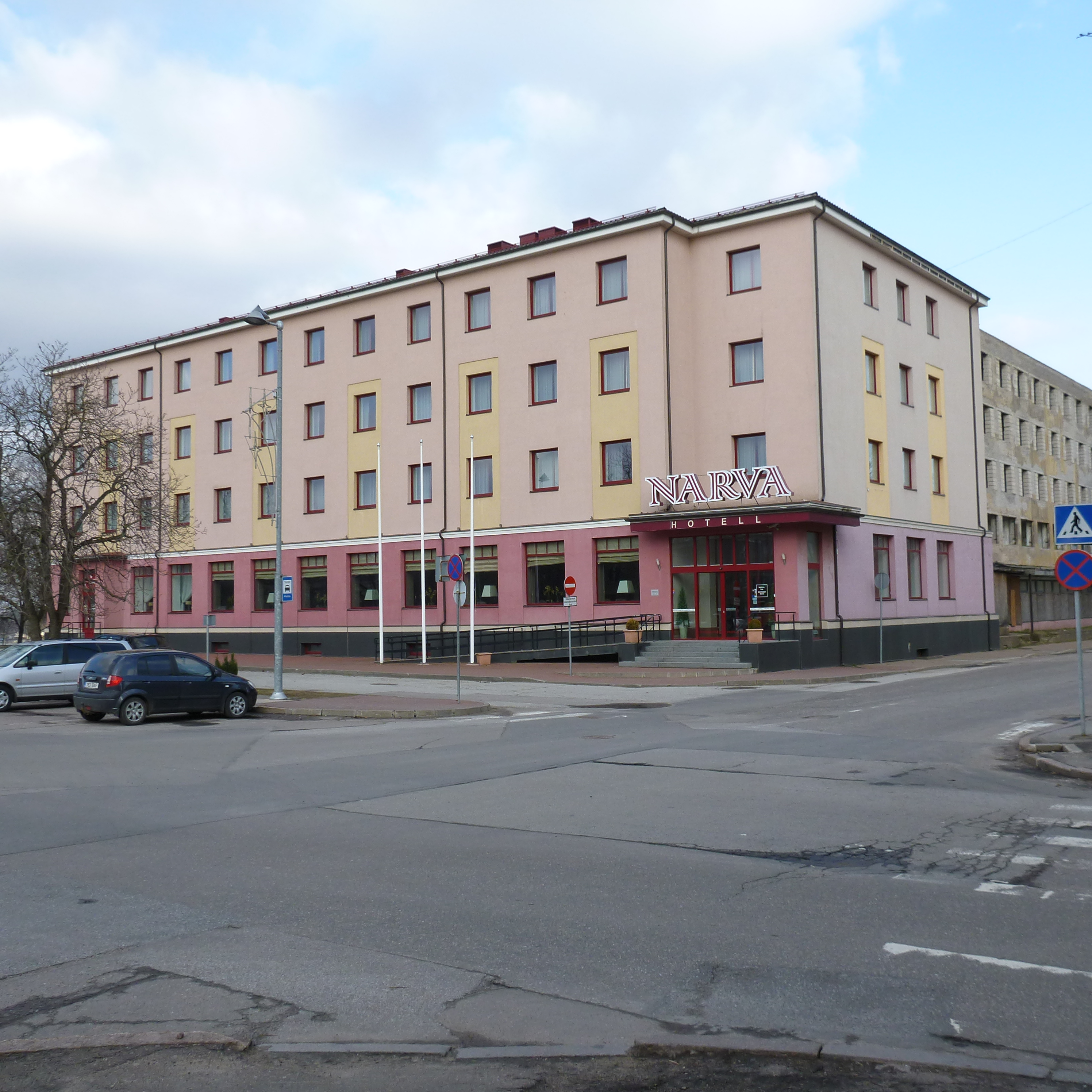
Hôtel Narva.
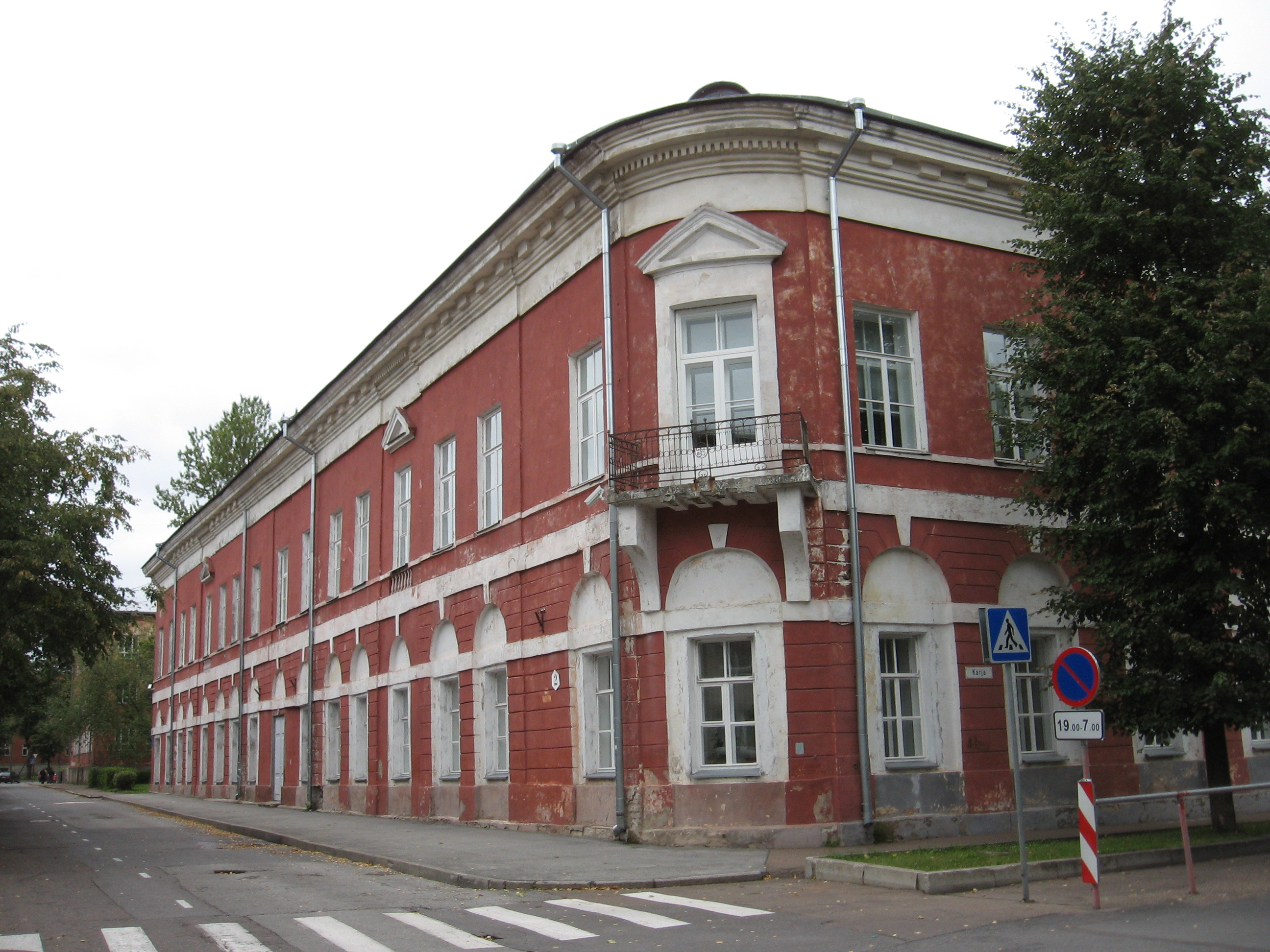
Lycée de Narva.